# آغ‌بد گدوک
آقبلاغ گدوک گدوک یک روستا در ایران است که در شهرستان مشگین‌شهر در استان اردبیل واقع شده‌است. آغ‌بد گدوک ۱۷۲ نفر جمعیت دارد.

## جمعیت
این روستا در دهستان ارشق مرکزی  قرار دارد و براساس سرشماری مرکز آمار ایران در سال ۱۳۸۵، جمعیت آن ۱۷۲ نفر (۴۰ خانوار) بوده‌است.